# 瓦塔
29°53′N 1°49′W / 29.883°N 1.817°W

瓦塔（阿拉伯语：‎），是阿爾及利亞的城鎮，位於該國西部，由貝沙爾省負責管轄，是瓦塔區的首府，面積7,950平方公里，海拔高度431米，2008年人口7,702，人口密度每平方公里1人。